# NGC 4323
NGC 4323 је ознака објекта на координатама са ректансцензијом 12h 23m "16,0"s и деклинацијом + 15° 54" 7'. Открио га је Ернст Вилхелм Леберехт Темпел, 1882. године. Каснијим посматрањима на том положају није уочен никакав астрономски објекат.